# Кримськотатарська мова в Україні

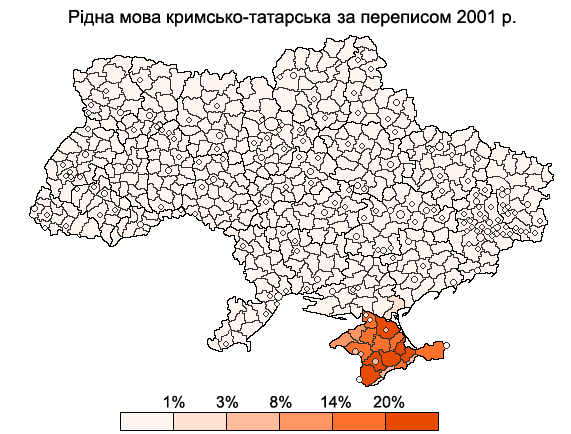
Частка населення, що назвало рідною мовою кримськотатарську за переписом 2001 р.

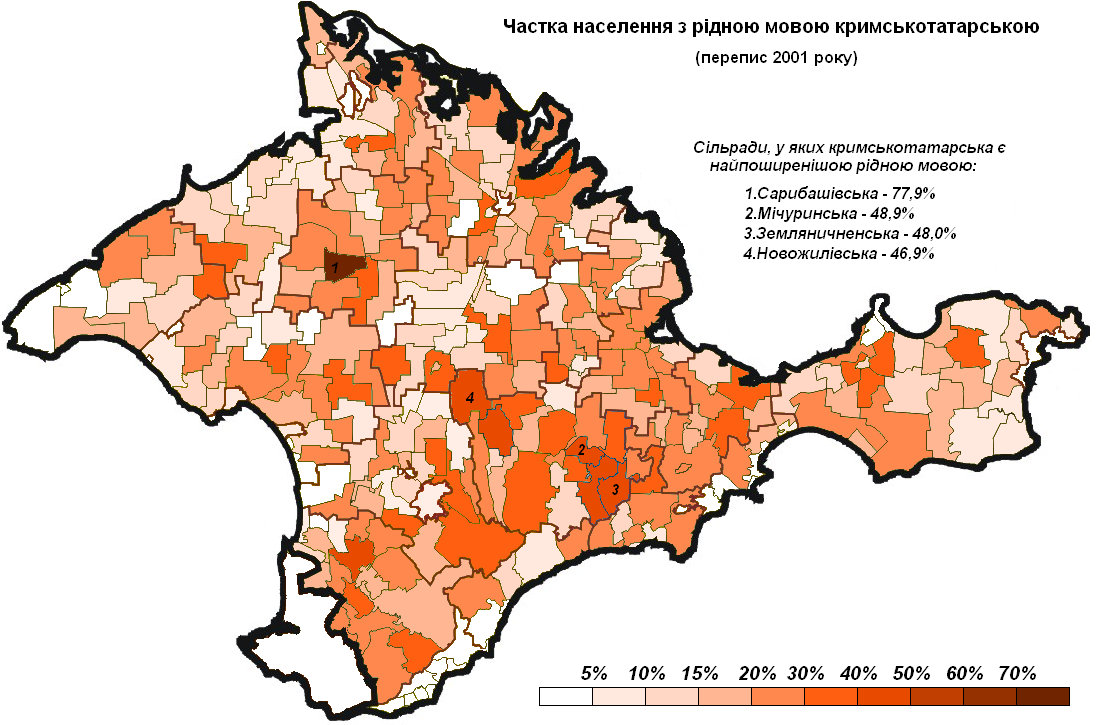
Частка населення у сільрадах і містах Криму, що вказало кримськотатарську мову рідною за переписом 2001 р.

За Всеукраїнським переписом населення 2001 р. бл. 230 тис. громадян України назвали кримськотатарську мову рідною, у тому числі 228 373 з 248 193 кримських татар (92,0%). 
За даними перепису 2021 року, який був проведений окупаційною російською адміністрацією кримськотатарську мову назвали рідною 148,6 тис. осіб, серед них 133,1 тис. осіб використовують мову в побуті.
До 25% кримських татар, які проживають на підконтрольній Україні території володіють кримськотатарською мовою.
Серед мов України кримськотатарська посідає третє місце за чисельністю носіїв після української та російської (або четверте, якщо враховувати єдиною румунсько-молдавську мову). Найвищий відсоток осіб, що назвали рідною мовою кримськотатарську, спостерігалися в сільських районах Криму — Білогірському (28,9%), Кіровському (24,0%), Совєтському (21,2%), Джанкойському (20,4%), Бахчисарайському (20,1%). Загалом по Криму (без Севастополя) кримськотатарську назвали рідною мовою 11,3% населення. 

## Поширеність

### Рідна мова кримських татар
Рідна мова кримських татар за даними переписів 
| мова              | 1989  | 2001  |
| ----------------- | ----- | ----- |
| кримськотатарська | 92,6% | 92,0% |
| російська         | 4,0%  | 6,1%  |
| українська        | 0,2%  | 0,1%  |
| інша              | 3,2%  | 1,8%  |

| Рідна мова кримських татар за переписом 2001 року | Рідна мова кримських татар за переписом 2001 року | Рідна мова кримських татар за переписом 2001 року | Рідна мова кримських татар за переписом 2001 року |
|                                                   | все населення                                     | міське населення                                  | сільське населення                                |
| ------------------------------------------------- | ------------------------------------------------- | ------------------------------------------------- | ------------------------------------------------- |
| кримськотатарська                                 | 92,0%                                             | 89,1%                                             | 93,5%                                             |
| російська                                         | 6,1%                                              | 8,5%                                              | 4,9%                                              |
| українська                                        | 0,1%                                              | 0,1%                                              | 0,1%                                              |
| інша                                              | 1,7%                                              | 2,3%                                              | 1,4%                                              |

### Рідна мова у районах та містах
Рідна мова кримських татар у районах та містах обласного підпорядкування АРК:
|                          | кримсько- татарська | російська | інша  |
| Сімферополь              | 91,0 %              | 8,6 %     | 0,4 % |
| Алушта                   | 93,0 %              | 6,4 %     | 0,6 % |
| Армянськ                 | 81,3 %              | 14,2 %    | 4,5 % |
| Джанкой                  | 86,4 %              | 13,1 %    | 0,5 % |
| Євпаторія                | 91,9 %              | 7,8 %     | 0,3 % |
| Керч                     | 76,8 %              | 22,8 %    | 0,4 % |
| Красноперекопськ         | 85,3 %              | 12,8 %    | 1,9 % |
| Саки                     | 90,4 %              | 8,8 %     | 0,8 % |
| Судак                    | 97,9 %              | 1,8 %     | 0,3 % |
| Феодосія                 | 89,8 %              | 9,9 %     | 0,3 % |
| Ялта                     | 82,2 %              | 16,5 %    | 1,3 % |
| Бахчисарайський район    | 93,3 %              | 5,1 %     | 1,6 % |
| Білогірський район       | 97,6 %              | 1,9 %     | 0,5 % |
| Джанкойський район       | 92,9 %              | 6,6 %     | 0,5 % |
| Кіровський район         | 92,8 %              | 4,7 %     | 2,5 % |
| Красногвардійський район | 91,6 %              | 6,8 %     | 1,6 % |
| Красноперекопський район | 89,1 %              | 6,2 %     | 4,7 % |
| Ленінський район         | 94,9 %              | 4,9 %     | 0,2 % |
| Нижньогірський район     | 93,6 %              | 5,8 %     | 0,6 % |
| Первомайський район      | 91,4 %              | 6,4 %     | 2,2 % |
| Роздольненський район    | 93,1 %              | 6,4 %     | 0,5 % |
| Сакський район           | 92,8 %              | 6,6 %     | 0,6 % |
| Сімферопольський район   | 95,4 %              | 3,8 %     | 0,8 % |
| Совєтський район         | 94,4 %              | 3,5 %     | 2,1 % |
| Чорноморський район      | 92,8 %              | 6,3 %     | 0,9 % |
| АР Крим                  | 93,0 %              | 5,9 %     | 1,1 % |

### Поширення у населених пунктах Криму
Населені пункти Криму, у яких кримськотатарську мову назвали рідною понад 50% населення.
| Населений пункт     | Район                    | % татарськомовних |
| с. ТРИПРУДНЕ        | СІМФЕРОПОЛЬСЬКИЙ РАЙОН   | 91,7              |
| с. ДИВНЕ            | БАХЧИСАРАЙСЬКИЙ РАЙОН    | 86,2              |
| с. ТИМОФІЇВКА       | ДЖАНКОЙСЬКИЙ РАЙОН       | 85,1              |
| с. КЛЮЧОВЕ          | КІРОВСЬКИЙ РАЙОН         | 81,7              |
| с. ФОНТАНИ          | СІМФЕРОПОЛЬСЬКИЙ РАЙОН   | 81,7              |
| с. ВІКТОРІВКА       | БАХЧИСАРАЙСЬКИЙ РАЙОН    | 81,4              |
| с. МАКІВСЬКЕ        | КІРОВСЬКИЙ РАЙОН         | 78,2              |
| с. САРИ-БАШ         | ПЕРВОМАЙСЬКИЙ РАЙОН      | 77,9              |
| с. СЕВАСТЯНІВКА     | БАХЧИСАРАЙСЬКИЙ РАЙОН    | 76,6              |
| с. РОЗЛИВИ          | НИЖНЬОГІРСЬКИЙ РАЙОН     | 75,2              |
| с. ЖИВОПИСНЕ        | СІМФЕРОПОЛЬСЬКИЙ РАЙОН   | 75                |
| с-ще ГРОМОВКА       | САКСЬКИЙ РАЙОН           | 71,4              |
| с. РОДНИКИ          | БІЛОГІРСЬКИЙ РАЙОН       | 70,7              |
| с. РІЧНЕ            | СОВЄТСЬКИЙ РАЙОН         | 66,7              |
| с. ВИШНЕВЕ          | БІЛОГІРСЬКИЙ РАЙОН       | 65,8              |
| с. ГАННІВКА         | БІЛОГІРСЬКИЙ РАЙОН       | 65                |
| с. НОВЕНЬКЕ         | БАХЧИСАРАЙСЬКИЙ РАЙОН    | 64,6              |
| с. АНДРУСОВЕ        | СІМФЕРОПОЛЬСЬКИЙ РАЙОН   | 64,4              |
| с. ХОДЖА САЛА       | БАХЧИСАРАЙСЬКИЙ РАЙОН    | 64,4              |
| с. ЛЕНСЬКЕ          | ЧОРНОМОРСЬКИЙ РАЙОН      | 64,3              |
| с. ДОЛИННЕ          | КІРОВСЬКИЙ РАЙОН         | 63,5              |
| с. БІЛОКАМ'ЯНЕ      | БАХЧИСАРАЙСЬКИЙ РАЙОН    | 63                |
| с. ПРОБУДЖЕННЯ      | ДЖАНКОЙСЬКИЙ РАЙОН       | 61,8              |
| с. ДАЧНЕ            | БАХЧИСАРАЙСЬКИЙ РАЙОН    | 61,5              |
| с. ДРУЖНЕ           | СІМФЕРОПОЛЬСЬКИЙ РАЙОН   | 61                |
| с. ДМИТРІВКА        | ПЕРВОМАЙСЬКИЙ РАЙОН      | 60,5              |
| с. КОСТЯНТИНІВКА    | ДЖАНКОЙСЬКИЙ РАЙОН       | 60,1              |
| с. ЧЕРВОНЕ          | РОЗДОЛЬНЕНСЬКИЙ РАЙОН    | 60                |
| с. НОВОФЕДОРІВКА    | ДЖАНКОЙСЬКИЙ РАЙОН       | 59,1              |
| с. ШАУМЯН           | САКСЬКИЙ РАЙОН           | 58,9              |
| с. ДВОРІЧЧЯ         | НИЖНЬОГІРСЬКИЙ РАЙОН     | 58,6              |
| с. ОПИТНЕ           | БІЛОГІРСЬКИЙ РАЙОН       | 58,6              |
| с. УЛЬЯНІВКА        | БІЛОГІРСЬКИЙ РАЙОН       | 58,5              |
| с. ВЕРШИННЕ         | САКСЬКИЙ РАЙОН           | 58,3              |
| с. КРАСНА ДОЛИНА    | КРАСНОГВАРДІЙСЬКИЙ РАЙОН | 58,3              |
| с. ЯРКЕ             | САКСЬКИЙ РАЙОН           | 58,1              |
| с. ЗАЛИВНЕ          | НИЖНЬОГІРСЬКИЙ РАЙОН     | 57,8              |
| с. СИНЬОКАМ'ЯНКА    | БІЛОГІРСЬКИЙ РАЙОН       | 57,3              |
| с-ще ВИДНЕ          | КРАСНОГВАРДІЙСЬКИЙ РАЙОН | 56,1              |
| с. ВЕРХНЯ КУТУЗОВКА | АЛУШТА (міськрада)       | 55,8              |
| с. ТРАКТОВЕ         | КРАСНОГВАРДІЙСЬКИЙ РАЙОН | 55,1              |
| с. НИЖНЯ ГОЛУБИНКА  | БАХЧИСАРАЙСЬКИЙ РАЙОН    | 55                |
| с. ТОПОЛІ           | БАХЧИСАРАЙСЬКИЙ РАЙОН    | 54                |
| с. ЯКОВЛІВКА        | БІЛОГІРСЬКИЙ РАЙОН       | 53,7              |
| с. МАРКОВЕ          | СОВЄТСЬКИЙ РАЙОН         | 53,4              |
| с. ТЕПЛІВКА         | СІМФЕРОПОЛЬСЬКИЙ РАЙОН   | 53,2              |
| с. НАДЕЖДИНЕ        | КРАСНОПЕРЕКОПСЬКИЙ РАЙОН | 52,7              |
| с. ЛІБКНЕХТІВКА     | ЛЕНІНСЬКИЙ РАЙОН         | 52,5              |
| с. РУСЬКЕ           | БІЛОГІРСЬКИЙ РАЙОН       | 52                |
| с. АРМІЙСЬКЕ        | ДЖАНКОЙСЬКИЙ РАЙОН       | 51,9              |
| с. УКРАЇНКА         | СІМФЕРОПОЛЬСЬКИЙ РАЙОН   | 51,9              |
| с. НОВОМИКІЛЬСЬКЕ   | КРАСНОГВАРДІЙСЬКИЙ РАЙОН | 51,6              |
| с. МОЛОЧНЕ          | КРАСНОГВАРДІЙСЬКИЙ РАЙОН | 51,3              |
| с. НІЖИНСЬКЕ        | НИЖНЬОГІРСЬКИЙ РАЙОН     | 50,8              |
| с. БОГАТИР          | БАХЧИСАРАЙСЬКИЙ РАЙОН    | 50,5              |
| с. КОРОЛЬОВЕ        | ЛЕНІНСЬКИЙ РАЙОН         | 50,4              |
| с. ДОЗОРНЕ          | БІЛОГІРСЬКИЙ РАЙОН       | 50,3              |
| с. БАГАТА УЩЕЛИНА   | БАХЧИСАРАЙСЬКИЙ РАЙОН    | 50                |

### Поширення у населених пунктах інших областей
Населені пункти Херсонської та Запорізької областей, у яких кримськотатарську мову назвали рідною понад 1% населення
| Населений пункт    | Район                 | % татарськомовних |
| с. МОГУТНЄ         | ТОКМАЦЬКИЙ РАЙОН      | 6,0               |
| смт НОВООЛЕКСІЇВКА | ГЕНІЧЕСЬКИЙ РАЙОН     | 5,5 ‒ 25,0        |
| с. ЩАСЛИВЦЕВЕ      | ГЕНІЧЕСЬКИЙ РАЙОН     | 4,2 ‒ 12,0        |
| с. СТРІЛКОВЕ       | ГЕНІЧЕСЬКИЙ РАЙОН     | 2,6 ‒ 7,0         |
| с. БЕРЕГОВЕ        | МЕЛІТОПОЛЬСЬКИЙ РАЙОН | 1,7 - 11,0        |
| с. ХЛІБОДАРІВКА    | ЧАПЛИНСЬКИЙ РАЙОН     | 1,4 - 2,0         |
| смт ПАРТИЗАНИ      | ГЕНІЧЕСЬКИЙ РАЙОН     | 1,3 ‒ 26,0        |
|                    |                       |                   |

### Поширення у міських населених пунктах Криму
Поширеність кримськотатарської мови у міських населених пунктах Криму за переписом 2001 р.
- смт. Азовське — 30,8%
- м. Білогірськ — 27,6%
- м. Старий Крим — 25,8%
- смт. Новоселівське — 24,4%
- смт. Советський- 20,9%
- смт. Зуя — 20,6%
- смт. Куйбишеве — 20,3%
- смт. Кіровське — 18,7%
- смт. Октябрське — 18,2%
- м. Судак (міськрада) — 17,3%
- м. Бахчисарай — 16,8%
- смт. Вільне — 14,7%
- смт. Молодіжне — 13,9%
- смт. Гвардійське — 13,3%
- смт. Леніне — 13,2%
- смт. Красногвардійське — 11,9%
- смт. Первомайське — 9,5%
- смт. Нижньогірський — 9,4%
- смт. Багерове — 8,9%
- м. Джанкой — 7,1%
- смт. Роздольне — 7,0%
- м. Сімферополь (міськрада) — 6,5%
- м. Євпаторія (міськрада) — 6,4%
- м. Алушта (міськрада) — 5,6%
- м. Саки (міськрада) — 5,3%
- смт. Чорноморське — 4,9%
- м. Феодосія (міськрада) — 4,2%
- м. Армянськ (міськрада) — 2,9%
- м. Красноперекопськ — 2,6%
- м. Ялта (міськрада) — 1,1%
- м. Керч — 0,8%
- смт. Миколаївка — 0,7%
- м. Щолкіне — 0,5%
- смт. Новофедорівка — 0,3%

## Статус
Першим населеним пунктом України, у якому кримськотатарська мова отримала статус регіональної згідно з законом «Про засади державної мовної політики», стало смт. Новоолексіївка Херсонської обл. Це сталося 19 квітня 2013 р.

## Освіта
Освіта кримськотатарською мовою у 2008/2009 н.р.
| Кількість закладів з навчанням кримськотатарською мовою | Навчальний процес кримськотатарською мовою, учнів | Вивчають кримськотатарську мову як предмет | Вивчають факультативно або в гуртках | Спільний відсоток до загальної кількості учнів (4 438 383) | Відсоток кримських татар етносу за Переписом-2001 |
| ------------------------------------------------------- | ------------------------------------------------- | ------------------------------------------ | ------------------------------------ | ---------------------------------------------------------- | ------------------------------------------------- |
| 15                                                      | 484                                               | 17725                                      | 5153                                 | 0,53%                                                      | 0,51%                                             |

## Статус кримськотатарської мови
Згідно з класифікацією ЮНЕСКО кримськотатарська мова потребує захисту, так як після депортації 1944 року радянською владою та російської окупації 1914 року, на території республіки Крим чиниться лінгвоцид кримськотатарської мови і як наслідок  — мова перебуває під загрозою знищення. Жодна кримськотатарська школа, яка була відкрита до окупації росіянами зараз не діє. Для реагування на неправомірні дії окупантів Уряд України створив комісію з питань кримськотатарської мови для впровадження та виконання Стратегії розвитку кримськотатарської мови на 2022-2032 роки.

## Корпус кримськотатарської мови
Міністерство з питань реінтеграції окупованих територій повідомило про створення корпусу кримськотатарської мови, який являє собою електронну колекцію текстів з широкими можливостями дослідження мови як бази даних.
Заплановано, що корпус стане фундаментом для впровадження кримськотатарської мови в:
- операційних системах
- онлайн перекладачах
- програмах перевірки правопису

Проєкт реалізовано громадською організацією QIRI'M Young в рамках програми "Електронне врядування задля підзвітності влади та участі громади" (EGAP) від благодійної організації "Фонд Східна Європа" за фінансової підтримки Швейцарії, представництва Президента України в АР Крим, Мінреінтеграції та Київського національного університету імені Тараса Шевченка.

## ЗМІ
Мас-медіа кримськотатарською мовою
- Къырым (газета)  [Архівовано 17 грудня 2021 у Wayback Machine.]
- Avdet (газета)  [Архівовано 4 вересня 2011 у Wayback Machine.]
- Янъы Дюнья (газета) ,
- Йылдыз (журнал)
- Къырым Алеми (інтернет-газета)  [Архівовано 30 вересня 2013 у Wayback Machine.]
- Мейдан (радіо) 36 kbps, 64 kbps[недоступне посилання з липня 2019], 128 kbps
- АТР (телеканал)